# Franz Heinrigs

Major Franz Heinrigs

Franz August Heinrigs (* 16. November 1871 in Burscheid; † 24. Dezember 1924 in Berlin) war ein preußischer Oberst.

## Leben
Heinrigs trat 1890 in die Preußische Armee ein und wurde anschließend zum Portepeefähnrich im Infanterie-Regiment „Freiherr von Sparr“ (3. Westfälisches) Nr. 16 ernannt. Dort wurde er am 16. Januar 1892 zum Sekondeleutnant, am 22. Juli 1900 zum Oberleutnant sowie am 20. April 1906 zum Hauptmann befördert. 1911 wechselte er zum Königs-Infanterie-Regiment (6. Lothringisches) Nr. 145, welches er 1913 als Major zum Stab des Infanterie-Regiment „Großherzog Friedrich Franz II. von Mecklenburg-Schwerin“ (4. Brandenburgisches) Nr. 24 verließ.

## Erster Weltkrieg
Am 2. August 1914 übernahm Major Heinrigs das Kommando des I. Bataillons, mit dem er ins Felde rückte und erste Gefechte in der Schlacht bei Mons und Frameries führte. In der Schlacht an der Marne wurde Heinrigs an der Hand schwer verwundet und kehrte nach auskurierten Verwundung zu seinem Bataillon im Januar 1915 zurück, um in der Schlacht bei Soissons wieder teilzunehmen. Am 19. März 1915 wurde er als Bataillons-Kommandeur zum Infanterie-Regiment „von_Horn“ (3. Rheinisches) Nr. 29 versetzt, es folgten schwere Kämpfe in der Champagne. Nach weiteren Einsätzen mit seiner Einheit an der Somme erhielt Heinrigs am 24. September 1916 das Ritterkreuz des Königlichen Hausordens von Hohenzollern mit Schwertern verliehen. Während weiteren Kämpfen nördlich der Somme wurde Heinrigs am 19. Oktober 1916 zum Kommandeur des Infanterie-Regiments von Horn (3. Rheinisches) Nr. 29 ernannt. Nach erfolgten Gefechten und Stellungskämpfen in Flandern, wurde Heinrigs vom Divisionskommandeur Arthur von Lüttwitz mit folgender Begründung zum Orden Pour le Mérite vorgeschlagen:
„Major Heinrigs wurde wegen seiner hervorragenden Tatkraft und persönlichen Tapferkeit bereits im September als Bataillons-Kommandeur in den Kämpfen bei Thiepval-Pozières mit dem Hohenzollernschen Hausorden ausgezeichnet, sodann aus gleichem Grund im August 1917 als Regiments-Kommandeur nach den 10-wöchigen Kämpfen bei Warneton zur Verleihung des Ordens »Pour le mérite« eingegeben. Bei den neuerlichen schweren Kämpfen der Division bei Poelkapelle-Wallemolen an der schwierigsten Stelle eingesetzt, hat sein Regiment am 9. und 12. Oktober alle Angriffe, wenn auch unter schwersten Verlusten, abgewiesen, trotzdem der Gegner bei der Nachbardivision eingebrochen war. Auch dies ist wieder in erster Linie das Verdienst des Regiments-Kommandeurs. Die Persönlichkeit des Majors Heinrigs ist so überragend, daß ich es wage, den Vorschlag zur Verleihung des Ordens »Pour le mérite« hiermit zu wiederholen und auf das wärmste zu befürworten.“
Durch A.K.O. vom 8. November 1917 verlieh Wilhelm II. Heinrigs den Orden Pour le Mérite. Nach weiteren Gefechten in Flandern wurde er am 18. Oktober 1918 zum Oberstleutnant befördert und führte nach dem Waffenstillstand sein Regiment in die Heimat zurück.

## Nachkriegszeit
Am 1. April 1919 übernahm Heinrigs das Kommando des Rheinischen Freikorps und trat im folgenden Monat zum Stab der Reichswehr-Abteilung Rheinland über, um dort Ende August 1919 in seinen Friedenstruppenteil des Infanterie-Regiments 24 versetzt zu werden. Am 31. Januar 1920 schied er unter Verleihung des Charakters als Oberst infolge Verminderung des Heeres aus dem aktiven Dienste aus. Gleichzeitig erhielt er die Erlaubnis zum Tragen der Uniform des Infanterie-Regiments „von Horn“ (3. Rheinisches) Nr. 29. Anschließend trat Heinrigs zur Schutzpolizei über und wurde dort als Polizeioberst Kommandeur des Polizeibezirks Groß-Berlin Mitte.

## Auszeichnungen
- Osmanje-Orden IV. Klasse[1] am 10. März 1904
- Roter Adlerorden IV. Klasse[1] am 15. Mai 1912
- Eisernes Kreuz II. und I. Klasse am 20. Januar 1915
- Mecklenburg-Schwerin Militärverdienstkreuz II. Klasse am 1. März 1915
- Dienstauszeichnungskreuz für Offiziere